# Сичовий Андрій Іванович
Андрій Іванович Сичовий (нар.. 16 травня 1969, ст. Троїцька, Кримський район, Краснодарський край, РРФСР, СРСР) — російський воєначальник. Командувач 8-ї гвардійської загальновійськової армії Південного військового округу (2019—2021), гвардії генерал-лейтенант (2019).

## Біографія
Народився 16 травня 1969 року в станиці Троїцькій Кримського району Краснодарського краю.
Закінчив суворовське військове училище. У 1990 році закінчив Ульяновське гвардійське вище танкове командне училище імені В. І. Леніна, у 2002 році — Загальновійську академію Збройних Сил Російської Федерації, у 2016 році — Військову академію Генерального штабу Збройних Сил Російської Федерації.
Після закінчення училища служив у танкових та мотострілецьких частинах, пройшовши всі посади від командира взводу до командира об'єднання.
Після закінчення Загальновійськової академії ЗС РФ продовжив службу на посадах від заступника командира полку до заступника командира дивізії.
З листопада 2009 по січень 2011 року — командир 70-ї окремої гвардійської мотострілецької бригади Далекосхідного військового округу . З серпня 2011 по січень 2012 року — командир 59-ї окремої мотострілецької бригади Східного військового округу.
З травня 2013 по серпень 2014 року — командир 2-ї гвардійської мотострілецької Таманської дивізії імені М. М. І. Калініна Західного військового округу.
Після закінчення Військової академії Генерального штабу ЗС РФ призначено на посаду начальника штабу 5-ї загальновійськової армії Східного військового округу.
З січня 2017 року — заступник командувача — начальник штабу 8-ї гвардійської загальновійськової армії Південного військового округу.
З лютого 2019 року до листопада 2021 року — командувач 8-ї гвардійської загальновійськової армії Південного військового округу . 22 лютого 2019 року присвоєно військове звання генерал-лейтенант.
В лютому 2022 року проти Сичового в Європейському союзі було введено персональні санкції у зв'язку з його участю у російському вторгненні в Україну. З лютого 2022 року — командувач угруповання окупаційних військ «Захід».
Згідно з повідомленням пресофіцера 1-ї окремої бригади спецпризначення ім. Івана Богуна, 6 вересня 2022 року генерал-лейтенант Сичевий був нібито захоплений у полон на Харківщині. Пізніше цю новину було спростовано, але 11 вересня у мережі Інтернет з'явилась інформація, що полонений командувач 8 армії генерал-лейтенант Сичевий був переданий на кордоні білоруській стороні.

## Санкції
Через порушення територіальної цілісності та незалежності України під час російсько-української війни перебуває під персональними міжнародними санкціями різних країн.
З 28 лютого 2022 року його занесли до санкційного списку всіх країн Європейського союзу за участь у військових діях проти України, оскільки він "несе відповідальність за активну підтримку або здійснення дій чи політики, що підривають або загрожують територіальній цілісності, суверенітету та незалежності України, а також стабільності та безпеці в Україні".
З 6 травня 2022 року перебуває під санкціями Канади за "співучасть у виборі президента Путіна вторгнутися в мирну і суверенну країну".
За аналогічними підставами з 4 березня 2022 року перебуває під санкціями Швейцарії. З 25 лютого 2022 року перебуває під санкціями Австралії. З 15 березня 2022 року перебуває під санкціями Великої Британії. З 18 березня 2022 року перебуває під санкціями Нової Зеландії. З 12 квітня 2022 року під персональними санкціями Японії.
Указом президента України Володимира Зеленського з 19 жовтня 2022 року перебуває під санкціями України.

## Нагороди
- Два ордени Мужності ;
- Медаль ордена «За заслуги перед Вітчизною» 2-го і 1-го ступеня;
- Медаль «Учаснику військової операції в Сирії»;
- Медаль «За відзнаку у військовій службі» 3-го, 2-го і 1-го ступеня
- Медаль «За військову доблесть» 1-го ступеня
- Медаль «За зміцнення бойової співдружності»
- Медаль «200 років Міністерству оборони»
- Інші медалі РФ.